# 泛政治化
泛政治化（英語：Para-Political）指在討論非政治學領域內容、超出政治學限度，在非必要情況下牽扯到政治相關因素。在政黨政治的國家體制內，泛政治化也指政黨之間，為互相競爭而不論對國家人民是否有利，抵制對方政黨的政策或主張。

## 政治學限度
人類生活的時空範圍內並非所有領域皆與政治學相關，因此若在與公眾利益風險無關，或僅是個人隱私、私人情趣一般生活領域牽扯到政治因素，則超出政治學涵蓋的領域範圍，成為泛政治化。

## 案例
- 台灣在民進黨執政處理面對中國議題時，不論對於兩岸三通、經貿交流、文教交流、甚至大學學歷的承認與贈與大熊貓都賦予太多政治意涵，而採用緊縮與拒絕開放阻礙兩岸發展，是泛政治化。台灣社會內部在政黨政治發展下的藍綠意識形態的對抗，也常常流於泛政治化，做出不符合該領域專業的決定。[3]在陳水扁總統執政時期，因朝小野大，國民黨在立法院佔多數，因此如行政院的組織改造等需要立法法案基礎的改革與重大政策，被國民黨以泛政治化的政黨對立進行杯葛，拒絕通過對國家有益的法案，影響政府改革與運作效率。[4]

- 北韓政治體制的政治人物個人崇拜與對領袖的迷信，包括要求每個國民在胸前佩戴領袖徽章，這種典型的個人崇拜與文化大革命時期的中國相同；北韓境內充滿紀念領袖的永生塔，許多建築物掛著領袖畫像；也有許多地方掛著領袖語錄，這種無所不在的個人崇拜就是泛政治化。[2]

- 中原文化的獨尊儒術與對於道家、儒家、釋家三教合一，造成宗教首領受政府控制等政策即是泛政治化，這是帝制思想為了掌控政權而影響學術思想之案例。[5]

- 中國湖南衛視的娛樂節目超級女聲播出後，媒體提出節目會引發人民想要民主與直接選舉的政治議題，也是泛政治化。[6]

- 香港2019年六月下旬爆發的反對逃犯條例修訂草案運動激發了社會市民政治嚴重對立，其泛政治化廣泛程度更涉及了香港所有社會與民生議題，包括經濟活動、交通運輸及娛樂產業等等。在很多非必要的情況下也能牽扯到政治相關因素，例如市民用膳的餐廳及購物商店被互相政治標籤；乘坐的交通工具被政治標籤；影視作品、商戶廣告及藝人言行甚至連電子遊戲亦會被人過份政治標籤（例子：商戶只要在某間電視台下廣告就會被人政治化從而發起罷買、某藝人可能只是履行合約內容出席一些內地商演活動亦會被人政治化抵制一切影視歌作品），令香港社會長期處於二元對立政治兩極化的繃緊狀態。

## 影響
人類生活若受泛政治化影響，則會造成衝突不斷。原有生活時空範圍與政治因素無關者，加入泛政治化因素後，造成原有價值觀判斷與泛政治化之價值觀發生衝突，可能因泛政治化而限縮民眾原有生活言行舉止選擇，或造成民眾僅依照政治認同行事選擇的偏頗現象。在學校教育系統中，如果教師採用泛政治化的意識形態教學，會影響教學效果導致教學品質下降，如此學生不但無法學好專業科目，也學不到正確的政治學內容，只有學到意識形態。泛政治化的社會也會影響人們在不理解問題本質或不經過討論思考的情況下，就做出非理性決定，如此反而會妨礙原本正常發展的政治制度，也可能造成大部分民眾不想關心政治議題，或是將政治無限上綱，認為只要採取某個意識形態就能解決一切問題，成為迷信權威與盲目崇拜現象。

## 相關題目
- 超限戰